# Pabellón multiusos Sánchez Paraíso
El Pabellón Multiusos José Luis Sánchez Paraíso o Multiusos Sánchez Paraíso es un pabellón multiusos de la ciudad española de Salamanca. El pabellón fue construido con motivo de la elección de la ciudad como Capital Europea de la Cultura.
El recinto se encuentra en la Avenida de los Cipreses, junto a la nueva Glorieta de Castilla y León, en el barrio de Garrido y cuenta con una superficie de 25 485 m². El arquitecto de la obra fue Xosé Manuel Casabella y la financiación corrió a cargo del Ministerio de Educación, Cultura y Deportes, la Junta de Castilla y León y el Ayuntamiento de Salamanca.
Se utiliza para todo tipo de actividades culturales y deportivas. Dispone de una capacidad para 5000 espectadores en las gradas y de una piscina climatizada, además dependiendo del evento llega hasta 7500 espectadores. La explotación económica del recinto se realiza de forma privada.